# Hajós Imre (festő)
Hajós Imre (Újvidék, 1905. szeptember 24. – Arad, 1977. április 8.) Újvidékről származó romániai magyar festőművész, művészeti író.

## Életpályája
A kolozsvári Képzőművészeti Iskolán Catul Bogdan és Aurel Ciupe tanítványa (1928–32); először 1930-ban állított ki Temesvárt a Bánsági Művészeti Szalonban, majd rendszeresen szerepelt a közös tárlatokon Bukarestben, Kolozsvárt, Temesvárt és Aradon, ahol letelepedett. Rajztanár, a Vasárnap és a Kis Vasárnap grafikai szerkesztője és illusztrátora.
Az Aradon megjelent Erdélyi Hírlap A magyar művészetért című rovatát vezette, művészettörténeti és művészetkritikai írásai jelentek meg a Reggel, Havi Szemle, Jövő, Vörös Lobogó hasábjain. A zsilvásárhelyi internálótáborban portrét festett Kacsó Sándorról (1944). Az aradi Népi Művészeti Iskola tanáraként tevékeny részt vett a Magyar Népi Szövetség (MNSZ) művelődési mozgalmaiban.